# Pyrrhia tibetana
Pyrrhia tibetana là một loài bướm đêm trong họ Noctuidae.